# 보성군 (1948년 선거구)
보성군은 대한민국의 옛 국회의원 선거구이다. 당시 전라남도 보성군 지역을 관할했다.

## 역사
제헌 국회의원 선거를 앞두고 보성군 전 지역을 관할하는 선거구로 신설되었다.
제9대 국회의원 선거를 앞두고 고흥군 선거구와 통합되어 고흥군·보성군 선거구를 이루게 됨에 따라 폐지되었다.

## 역대 국회의원
| 선거   | 정당 | 정당               | 의원   |
| ------ | ---- | ------------------ | ------ |
| 1948년 |      | 한국민주당         | 이정래 |
| 1950년 |      | 대한독립촉성국민회 | 김낙오 |
| 1954년 |      | 무소속             | 김성복 |
| 1958년 |      | 자유당             | 안용백 |
| 1959년 |      | 자유당             | 황성수 |
| 1960년 |      | 민주당             | 이정래 |
| 1963년 |      | 민정당             | 이정래 |
| 1967년 |      | 민주공화당         | 양달승 |
| 1969년 |      | 신민당             | 이중재 |
| 1971년 |      | 신민당             | 이중재 |

## 역대 선거 결과

### 대한민국 제헌 국회의원 선거
|  | 36.01% |

|  | 32.97% |

|  | 18.42% |

|  | 12.58% |

### 대한민국 제2대 국회의원 선거
|  | 25.34% |

|  | 20.87% |

|  | 16.62% |

|  | 15.36% |

|  | 13.96% |

|  | 7.83% |

### 대한민국 제3대 국회의원 선거
|  | 22.99% |

|  | 22.42% |

|  | 15.19% |

|  | 10.82% |

|  | 6.40% |

|  | 6.23% |

|  | 5.87% |

|  | 4.02% |

|  | 2.95% |

|  | 1.63% |

|  | 1.42% |

### 대한민국 제4대 국회의원 선거
|  | 57.00% |

|  | 42.99% |

### 1959년 대한민국 재보궐선거
안용백 의원의 의원직 상실로 인해 치러진 1959년 대한민국 재보궐선거에서 자유당 황성수 후보가 당선되었다.

### 대한민국 제5대 국회의원 선거
|  | 48.07% |

|  | 16.65% |

|  | 15.55% |

|  | 9.86% |

|  | 9.84% |

### 대한민국 제6대 국회의원 선거
|  | 46.10% |

|  | 34.56% |

|  | 11.60% |

|  | 7.71% |

### 대한민국 제7대 국회의원 선거
|  | 51.66% |

|  | 46.44% |

|  | 1.88% |

|  | 0% |

### 1969년 대한민국 재보궐선거
일부 투표구의 선거무효로 양달승 의원의 당선이 취소된 뒤 나머지 투표구를 대상으로 시행된 재투표에서 신민당 이중재 후보가 당선되었다.

### 대한민국 제8대 국회의원 선거
|  | 54.22% |

|  | 43.91% |

|  | 1.86% |